# Bitter taggsvamp
Bitter taggsvamp (Sarcodon fennicus) är en svampart som först beskrevs av Petter Adolf Karsten, och fick sitt nu gällande namn av Petter Adolf Karsten 1887. Bitter taggsvamp ingår i släktet Sarcodon och familjen Bankeraceae.  Arten är reproducerande i Sverige. Inga underarter finns listade i Catalogue of Life.
Enligt Artfakta 2020 är bitter taggsvamp rödlistad.